# Eva tentata
L'Eva tentata (Eve Tempted) è una scultura neoclassica marmorea dell'artista statunitense Hiram Powers, modellata tra il 1839 e il 1842 e scolpita tra il 1873 e il 1877. L'opera si trova al Smithsonian American Art Museum di Washington.

## Storia
L'opera venne modellata da Hiram Powers intorno al 1842 e fu una delle sue prime statue ideali a figura intera, anticipando di pochi anni La schiava greca, il suo capolavoro. Il pubblico statunitense dell'epoca riteneva scandalosi i nudi artistici, sia nella pittura che nella scultura, ma Powers non si lasciò intimorire, sostenendo che i vestiti per questo soggetto sarebbero stati assurdi, perché Eva si sentì nuda solo dopo aver mangiato il frutto proibito. L'artista creò delle versioni in gesso del busto e della mano destra dell'opera, per poi passare alla traduzione nel marmo molti anni dopo.
In seguito, Powers realizzò una seconda scultura che ritrae la prima donna, ma dopo aver commesso il peccato originale. Dopo una serie di busti, all'inizio degli anni 1860 lo scultore realizzò l'Eva sconsolata, della quale oggi esistono due versioni, la più celebre delle quali si trova nel museo d'arte di Cincinnati.

## Descrizione
(James Hale Bates, Notes of Foreign Travel, 1891)

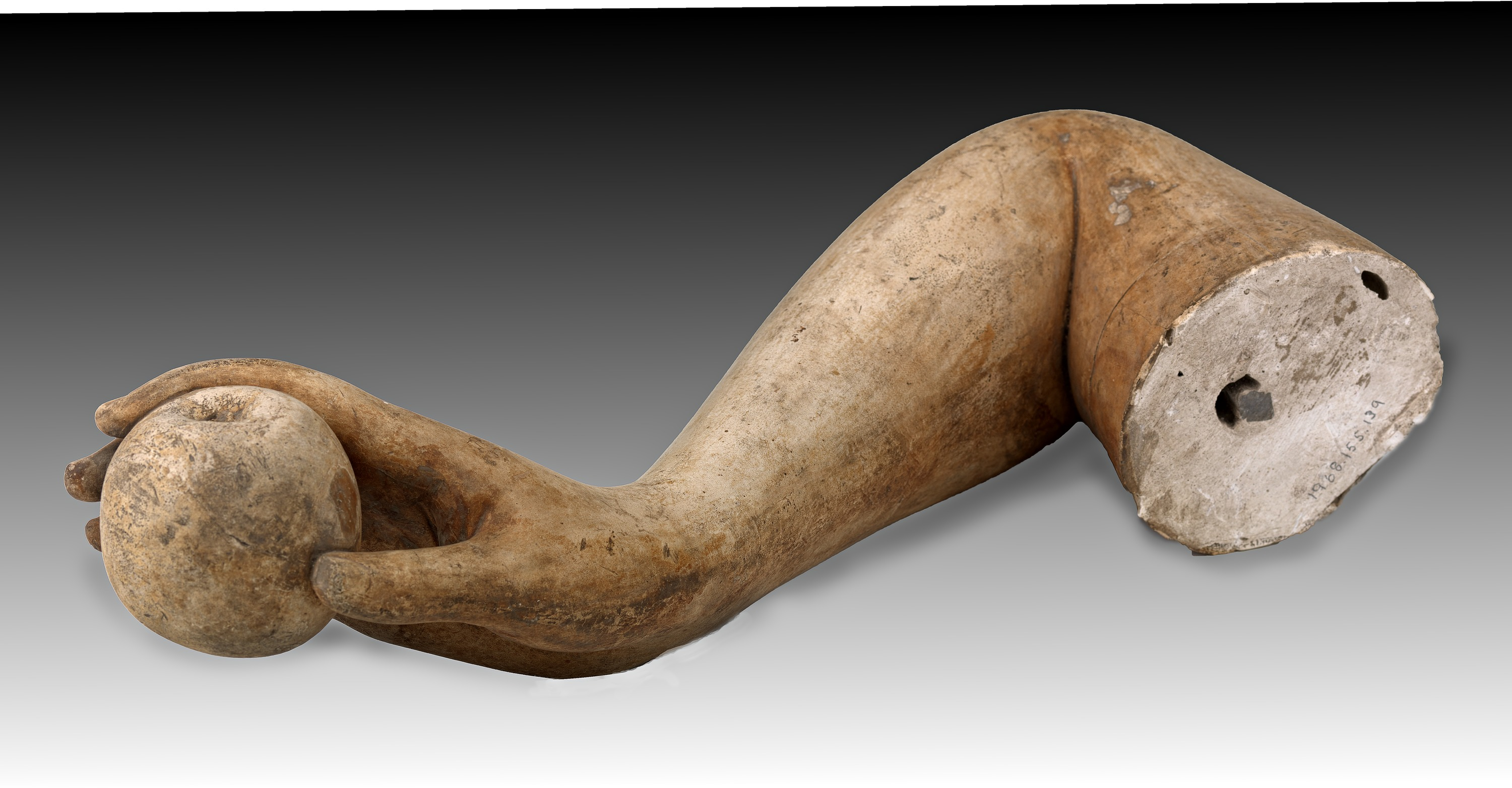
Un calco in gesso del braccio destro della scultura.

La statua raffigura Eva, che secondo il libro della Genesi fu la prima donna. Ella è raffigurata prima di compiere il peccato originale, ovvero l'aver mangiato il frutto di un albero proibitole da Dio. La donna è stata appena indotta in tentazione dal serpente, che si attorciglia attorno al tronco pieno di foglie di edera che funge da puntello per la scultura. Il serpente come simbolo della lascivia era già presente nella Ninfa del serpente dello scultore toscano Lorenzo Bartolini.
Eva ha in entrambe le mani due frutti dell'albero della conoscenza del bene e del male e guarda pensosa quello nella sua mano destra. In una versione in gesso dell'opera, conservata nello stesso museo vasintoniano, il braccio destro della prima donna è rivolto verso il petto, invece di essere rivolto verso l'esterno come nell'opera marmorea. Questa espressione pensierosa che si legge sul suo volto sembra presagire le conseguenze che si abbatteranno su di lei e su suo marito Adamo dopo aver morso i frutti: questa Eva non si vergogna ancora della sua nudità come quella del museo di Cincinnati, che si copre pudicamente, e non è stata ancora scacciata dal Paradiso terrestre, pertanto ella simboleggia l'innocenza e la purezza che stanno per svanire una volta fatta la conoscenza con il peccato.